# Ruth Gbagbi
Ruth Marie Christelle Gbagbi, född 7 februari 1994 i Abidjan, är en ivoriansk taekwondoutövare.

## Karriär
Gbagbi vann en bronsmedalj i damernas 67 kilos-klass vid olympiska sommarspelen 2016 i Rio de Janeiro.
Vid världsmästerskapen i taekwondo 2017 i Muju tog Gbagbi en guldmedalj i 62 kilos-klassen. Vid olympiska sommarspelen 2020 i Tokyo tog hon ytterligare en bronsmedalj i 67 kilos-klassen och blev därmed första ivorianska idrottare att ta två olympiska medaljer.